# روبرت كايزر
روبرت كايزر هو مصرفي وتاجر وسياسي ألماني، ولد في 15 يناير 1805 في ناومبورغ في ألمانيا، وتوفي في 27 أكتوبر 1877 في هامبورغ في ألمانيا. انتخب عضو برلمان هامبورغ ‏.